# Cor naturel
Pour les articles homonymes, voir Cor (musique).

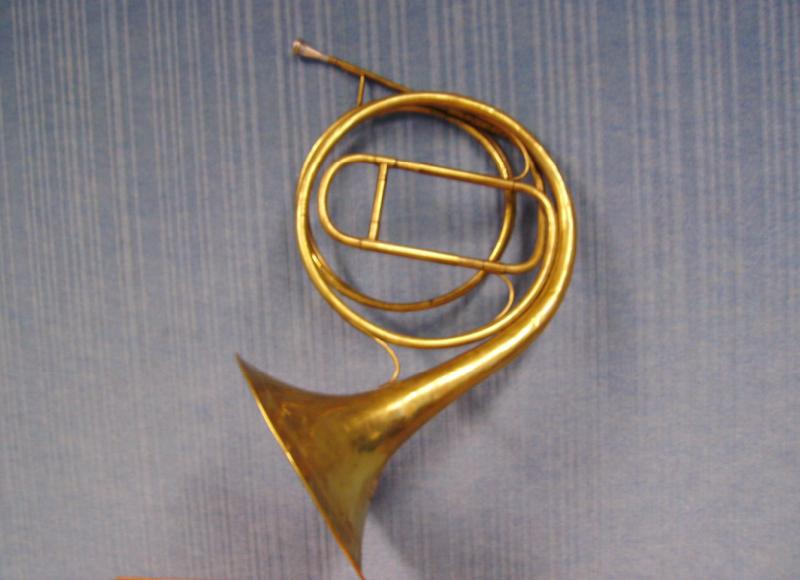
Cor naturel

Le cor naturel est un instrument de musique de la famille des cuivres. C'est l'ancêtre du cor d'harmonie et l'évolution du cor baroque. Apparu au début du XVIIIe siècle, il fut utilisé pendant la période classique et toute la période romantique, jusqu'au début du XXe siècle.
Il s'agit d'un cor dépourvu de pistons. Durant le jeu, la longueur du tube (et donc la tonalité de l'instrument) reste immuable. Certains modèles possèdent des dispositifs plus ou moins rapides pour modifier la longueur du tube en dehors du jeu. D'autres, les plus anciens, sont condamnés par leur facture à rester dans leur tonalité.
Le cor naturel n'est pas un instrument chromatique. Les sons émis sont les différentes harmoniques de la note fondamentale de l'instrument, liée à la longueur de tube. Pour jouer une partie des notes situées entre les harmoniques, le corniste utilise la technique des sons bouchés consistant à utiliser la main droite pour boucher entièrement ou partiellement le pavillon, faisant varier ainsi la hauteur du son.

## Histoire

### Les cors naturels à tons de rechange

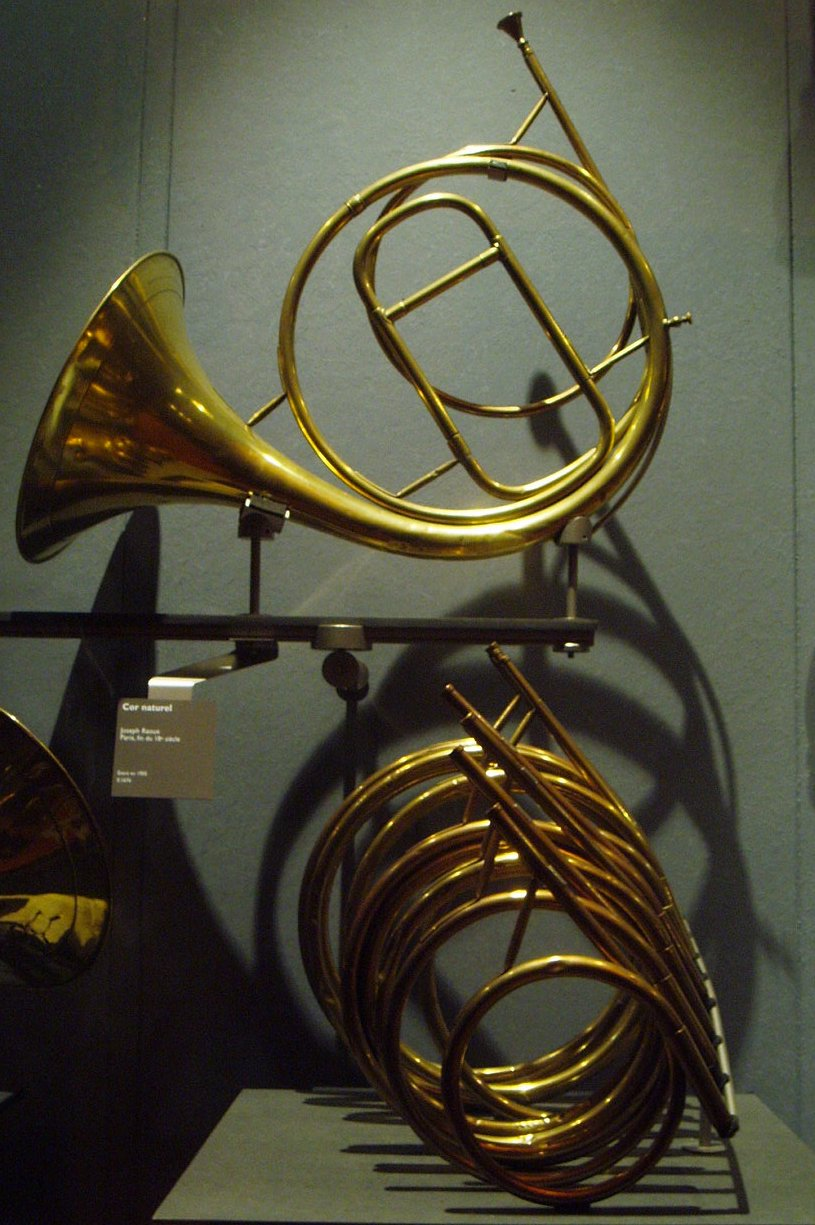
Cor d'invention et ses tons de rechange

Le cor naturel à tons de rechange est la première évolution du cor baroque, ou cor de chasse, utilisé alors pour la musique de salon. Il a été et reste la forme la plus répandue de cor naturel.
Cette forme d'instrument apparaît au début du XVIIIe siècle. La longueur du tube peut être modifiée par l'interchangeabilité de tons, petits bouts de tube de longueur diverses qui s'insèrent entre l'embouchure et l'instrument. Cet instrument possède une coulisse d'accord en son centre. On doit cet ajout au corniste Haempel (lors de la mise au point du « cor solo » avec le concours du facteur dresdois Johann Werner au milieu du XVIIIe siècle).
Plus tard, lors de l'apparition des pistons, le cor naturel connut de vaillants défenseurs comme Franz Strauss ou Brahms. En France, son apprentissage ne fut définitivement supprimé du Conservatoire de Paris qu'au début du XXe siècle lorsque les cors à pistons eurent prouvé leur maturité.
Le cor naturel connaît de nos jours un regain d'intérêt grâce à la vogue de la pratique sur instrument ancien (d'époque ou copie fidèle). On doit sa redécouverte dans le monde et en France en grande partie à deux cornistes, maintenant reconnus, Michel Garcin-Marrou et François Mérand.

### Les cors solo

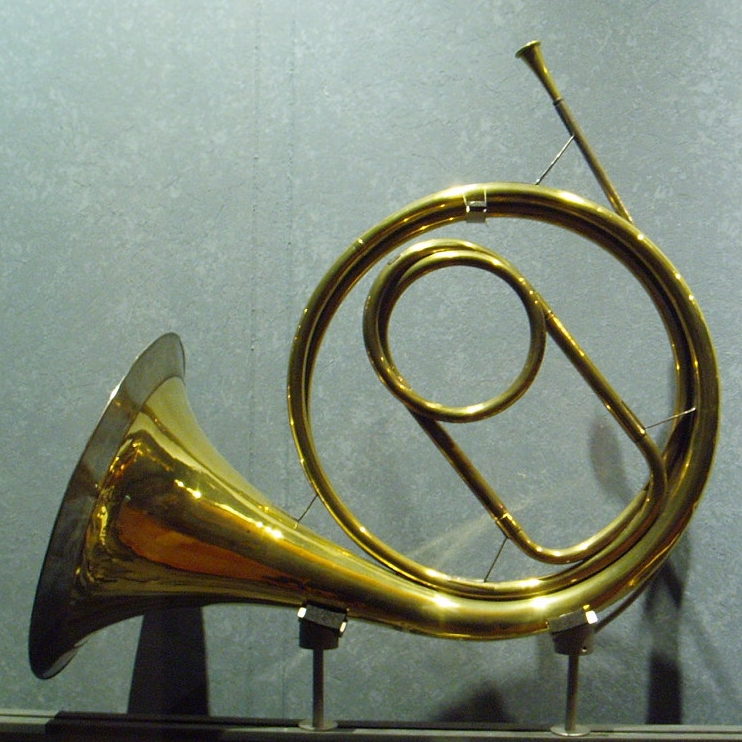
Cor Solo

Le cor solo est une évolution du cor naturel à tons de rechange. Les tons ne sont plus insérés sur la branche d'embouchure mais directement au centre de l'instrument. Les tons ainsi fixés peuvent également servir de coulisse d'accord. Le cor solo est mis au point au milieu du XVIIIe siècle par le corniste Anton Haempel et par le facteur Dresdois Johann Werner. 
L'intérêt de cet instrument est d'avoir une plus grande rigidité de la branche d'embouchure et que celle-ci reste de longueur constante quel que soit le ton employé. Cet instrument est donc beaucoup plus commode à jouer que son prédécesseur, surtout debout. Il est donc préféré par les solistes et les concertistes, d'où son nom de cor solo. Le cor solo possède également l'avantage de ne plus avoir à retirer l'embouchure lors du changement de ton.

### Les cors omnitoniques

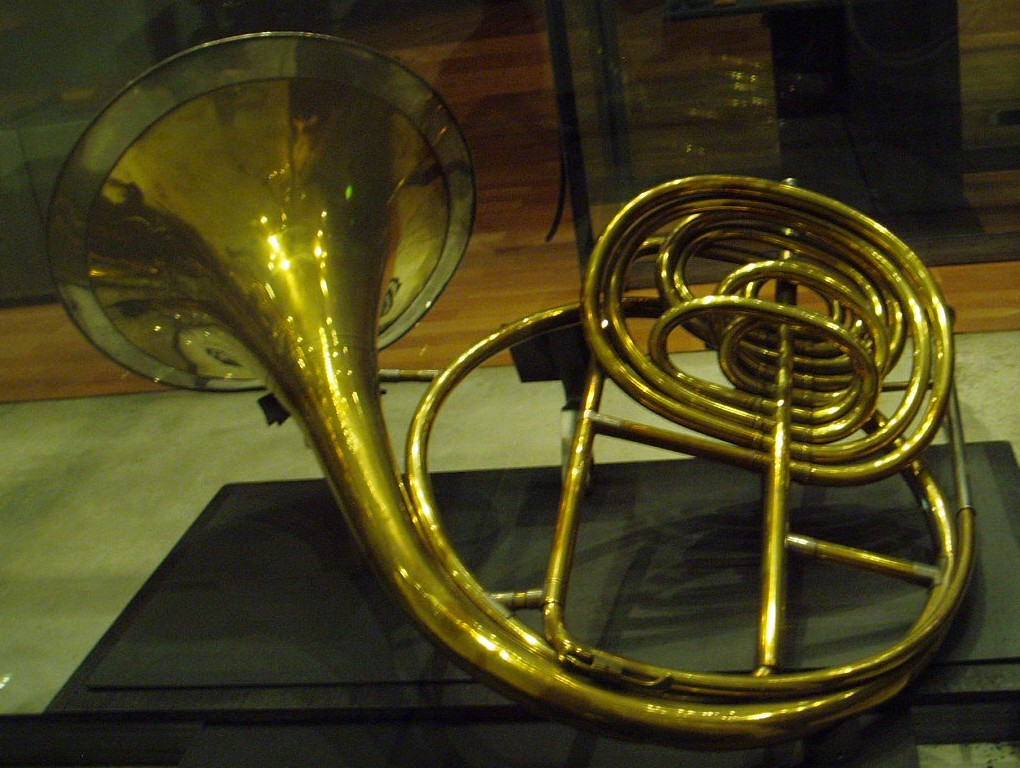
Cor omnitonique

Le cor omnitonique est un cor d'invention sur lequel les tons de rechange ont été intégrés à l'instrument. Un tube mobile permet d'ouvrir le ton souhaité et de fermer les autres. Le changement de tonalité est donc facilité. En revanche, ce dispositif alourdit considérablement l'instrument et ne facilite donc pas forcément le jeu.
Ces cors élaborés vers le premier quart du XIXe siècle illustrent les différentes recherches faites à cette époque pour affranchir le cor de ses limitations chromatiques naturelles.
Certains cors omnitoniques relèvent plus de la curiosité que d'un instrument de musique.

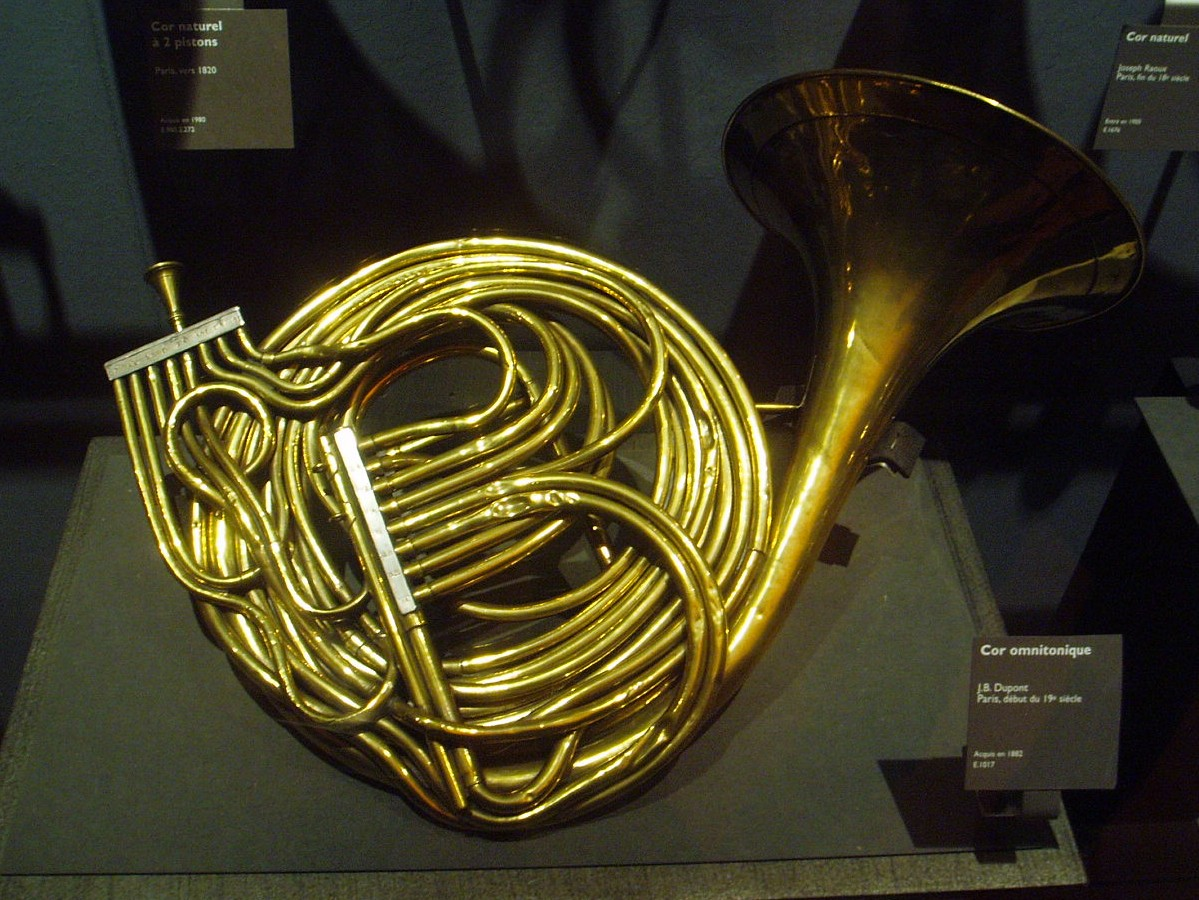
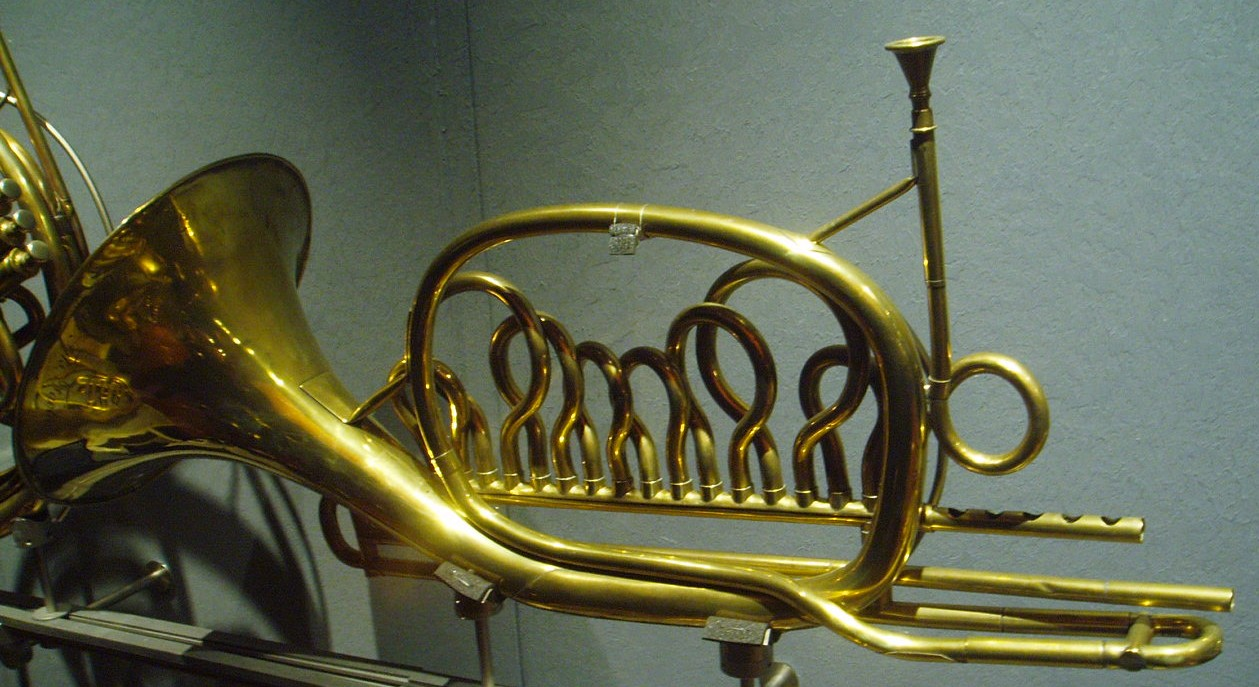
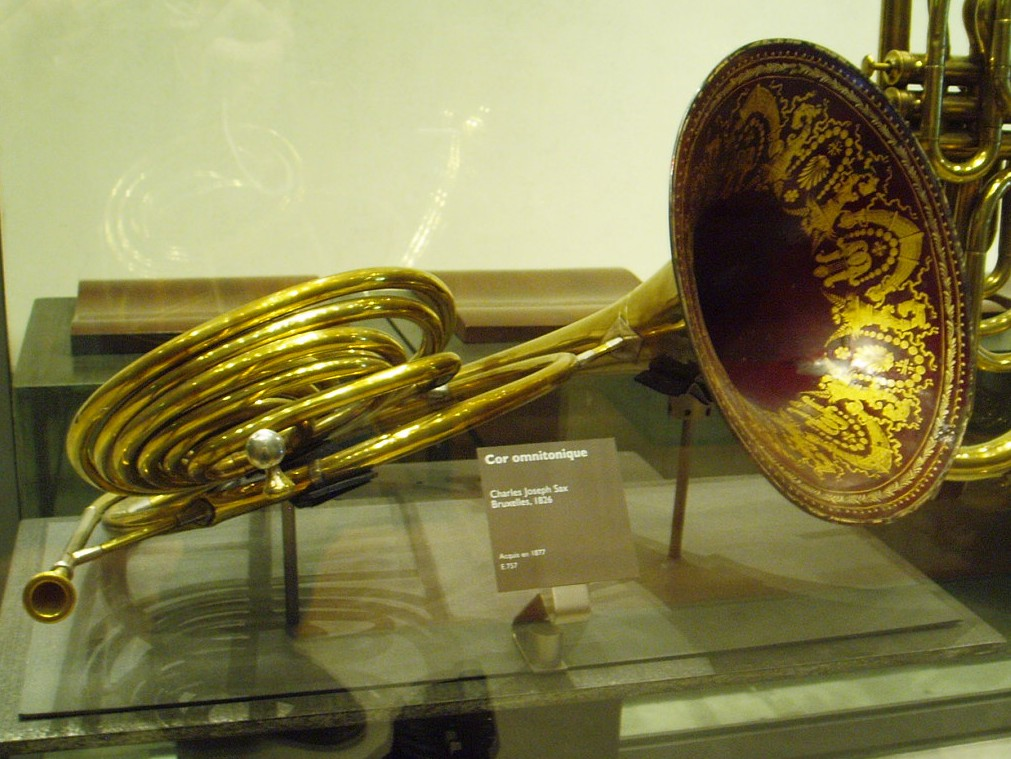

Les cors omnitoniques tomberont rapidement dans l'oubli à la suite de la découverte du piston en 1815 et sa diffusion à travers l'Europe.

## Technique des sons bouchés
Le cor naturel est accordé dans une certaine tonalité (cor en do, cor en ré, cor en mi  etc.), dont il ne peut émettre que les sons harmoniques.
Harmoniques du cor en do :

Pour jouer toutes les notes d'une gamme, ainsi que certaines autres proches des harmoniques et modulations, l'instrumentiste bouche entièrement ou partiellement le pavillon. 
Ainsi, en considérant les notes d'une gamme majeur, numérotées en chiffres romains :
- les I (tonique), III (médiante), V (dominante) et VIII (octave) correspondent aux harmoniques naturelles et sont jouées « ouvertes »
- la II (sus-tonique) et la IV (sous-dominante) sous jouées « bouchées »
- la VI (sus-dominante) est jouée « demi bouchée »
- la VII (sensible) est jouée « trois-quarts bouchée »

## Répertoire
De par son progressif remplacement par le cor d'harmonie lors du XIXe siècle, le cor naturel est notamment utilisé par les baroques tardifs ainsi que les classiques. Parmi les œuvres d'importance, il faut citer :
- le Concerto en fa majeur pour 2 cors, cordes et basse continue RV 538 d'Antonio Vivaldi
- la Symphonie no 31 « Sonnerie de cor » en ré majeur de Joseph Haydn
- les 4 concertos pour cor et orchestre de Wolfgang Amadeus Mozart
- la Sonate pour cor et piano op. 17 de Ludwig van Beethoven
- le Concerto de Hambourg (Hamburgisches Konzert) de György Ligeti, écrit pour cor (d'harmonie) soliste et un ensemble incluant quatre cors naturels obligés.